# Lucius Iavolenus Priscus
Gaius Octavius Tidius Tossianus Lucius Iavolenus Priscus, zumeist einfach Javolen, war ein römischer Politiker, Senator und Jurist des 1. Jahrhunderts n. Chr.
Javolen war um 100 Schulhaupt der Sabinianer und Lehrer des bedeutenden Rechtsgelehrten Julian. Die Ämterlaufbahn des an der Wende der Früh- zur Hochklassik stehenden Juristen ist inschriftlich gut bezeugt. Fast wie im Kontrast zu seinem in Rom gewonnenen Ruhm erwähnt die aufsteigend geordnete Laufbahn keine stadtrömischen Ämter – auch das Konsulat nicht –, sondern nur provinziale Stellen. Allerdings wurde er von Kaiser Vespasian in den Senatorenstand gehoben.
Javolen begann seine Laufbahn als Legat der Legio IIII Flavia Felix in Dalmatien. Danach, im Jahr 83, war er Legat der Legio III Augusta in Numidien. Nach diesem Kommando war er noch iuridicus (Gerichtsvorsitzender) in der Provinz Britannien (84/86?), ehe er im letzten Nundinium (September/Dezember) des Jahres 86 zusammen mit Aulus Bucius Lappius Maximus sein Suffektkonsulat antrat. Danach war Javolen zunächst Statthalter in der Provinz Germania superior (89/90–91/92). Er ist dort durch Militärdiplome, die auf den 27. Oktober 90 datiert sind, nachgewiesen. Als weiteres folgten noch die Statthalterschaften der Provinzen Syria (ca. 98/99–ca. 99/100) und Africa (wahrscheinlich um 101).
Javolen saß im Konsilium, dem Expertenrat der Kaiser Trajan und Hadrian. Seine Schriften, insbesondere die 14 libri epistularum, sind Meisterleistungen der Fallanalyse. Er fokussierte darin rechtsbezogene Probleme und schärfte das Problembewusstsein dafür. Er vermied es zu verallgemeinern, denn jede Definition (omnis definitio) erschien ihm im Bereich des Privatrechts, dem ius civile gefährlich. Der spätantike Kaiser Justinian ließ 72 Fragmente seines Schaffens in die Digesten aufnehmen. Schließlich erlangte Javolen auch Bedeutung in seiner Eigenschaft als Revisor älterer juristischer Literatur. Dafür stehen kommentierende Stellungnahmen zum jeweils vorangestellten Grundtext namhafter Autoren, so in fünfzehn Büchern Ex Cassio libri, in fünf Büchern libri ad Plautium und in zehn Büchern libri ex posterioribus Labeonis.